# Маранцана
Маранца̀на (на италиански: Maranzana; на пиемонтски: Maransan-a, Марансан-а) е село и община в Северна Италия, провинция Асти, регион Пиемонт. Разположено е на 272 m надморска височина. Населението на общината е 325 души (към 2010 г.).